# هم لیک (مینه‌سوتا)
هم لیک (به انگلیسی: Ham Lake) شهری در شهرستان آنوکا ایالت مینه‌سوتا در کشور ایالات متحده آمریکا است که جمعیت آن در سرشماری سال ۲۰۱۰ میلادی، ۱۵۲۹۶ نفر بوده‌است.